# Лонг, Кэти
Кэти Лонг (англ. Kathy Long; род. 21 апреля 1964, Сент-Луис) — американская пятикратная чемпионка мира по кикбоксингу и боец смешанных боевых искусств.

## Биография
Кэти Лонг родилась 21 апреля 1964 года в Сент-Луисе, штат Миссури, США. Кэти начала заниматься боевыми искусствами с 15 лет. В 1980-е годы она была одной из наиболее титулованных кикбоксеров-женщин.
В 1990-е годы попробовала себя в качестве киноактрисы, при этом снималась исключительно в боевиках.
В 2009 году провела свой первый бой в смешанных боевых искусствах, в 2015 году — второй. Оба выиграла решением.
Она появлялась на обложках более 35 журналов, посвященных боевым искусствам, в США, Европе и Азии. Написала книгу под названием «Нет! Нет! Нет! Руководство женщин по личной самозащите и уличной безопасности».

## Титулы и награды

### Зал славы
- Black Belt Hall of Fame (1991 «Женщина года»)
- Black Belt Hall of Fame (1992 «Боец года в полном контакте»)
- Inside Kung Fu Hall of Fame (1992 «Женщина года»)
- Bob Ellas Kern County Sports Hall of Fame (1996)

### Титулы
- 2x KICK чемпион мира по кикбоксингу.
- 1x WKA чемпион мира по кикбоксингу.
- 1x ISKA чемпион мира по кикбоксингу.
- 1x WMAC чемпион мира по кикбоксингу.

## Фильмография
| Год  |     | Русское название                          | Оригинальное название                  | Роль                      |
| ---- | --- | ----------------------------------------- | -------------------------------------- | ------------------------- |
| 1981 | ф   | Свирепый женский кикбоксинг               | Ferocious Female Kickboxing            | боец                      |
| 1992 | ф   | Честь и ярость                            | Rage and Honor                         | Фрост                     |
| 1992 | ф   | Бэтмен возвращается                       | Batman Returns                         | дублёр Мишель Пфайффер    |
| 1993 | с   | Улицы Правосудия                          | Street Justice                         | Лиза Джей Хансен          |
| 1993 | ф   | Рыцари                                    | Knights                                | Ниа                       |
| 1993 | тф  |                                           | UFC 1: The Beginning                   | камео                     |
| 1994 | ф   | Прирождённые убийцы                       | Natural Born Killers                   | женщина-боец              |
| 1995 | ф   | Незнакомка                                | The Stranger                           | «Незнакомка»              |
| 1995 | с   | Крутой Уокер: правосудие по-техасски      | Walker, Texas Ranger                   | Джейн Кэзинс              |
| 1995 | ф   | Стальной кулак                            | Under the Gun                          | Лиза Круз                 |
| 1997 | ф   | Роми и Мишель на встрече выпускников      | Romy and Michele's High School Reunion | инструктор по кикбоксингу |
| 1998 | док | Мистическое происхождение боевых искусств | Mystic Origins of the Martial Arts     | камео                     |
| 2005 | с   | Голливуд Бит                              | Hollywood Beat                         | камео                     |
| 2007 | док |                                           | Jocking Around                         | камео                     |
| 2009 | ф   | Красный холст                             | The Red Canvas                         | камео                     |
| 2012 | ф   | Искусство представления                   | Art of Submission                      | Кэти Лонг                 |
| 2012 | ф   | Загородный дом Санты                      | Santa's Summer House                   | Сэди                      |
| 2017 | с   |                                           | Martial Arts: Mind and Body            | камео                     |